# Leonhardt-Consort

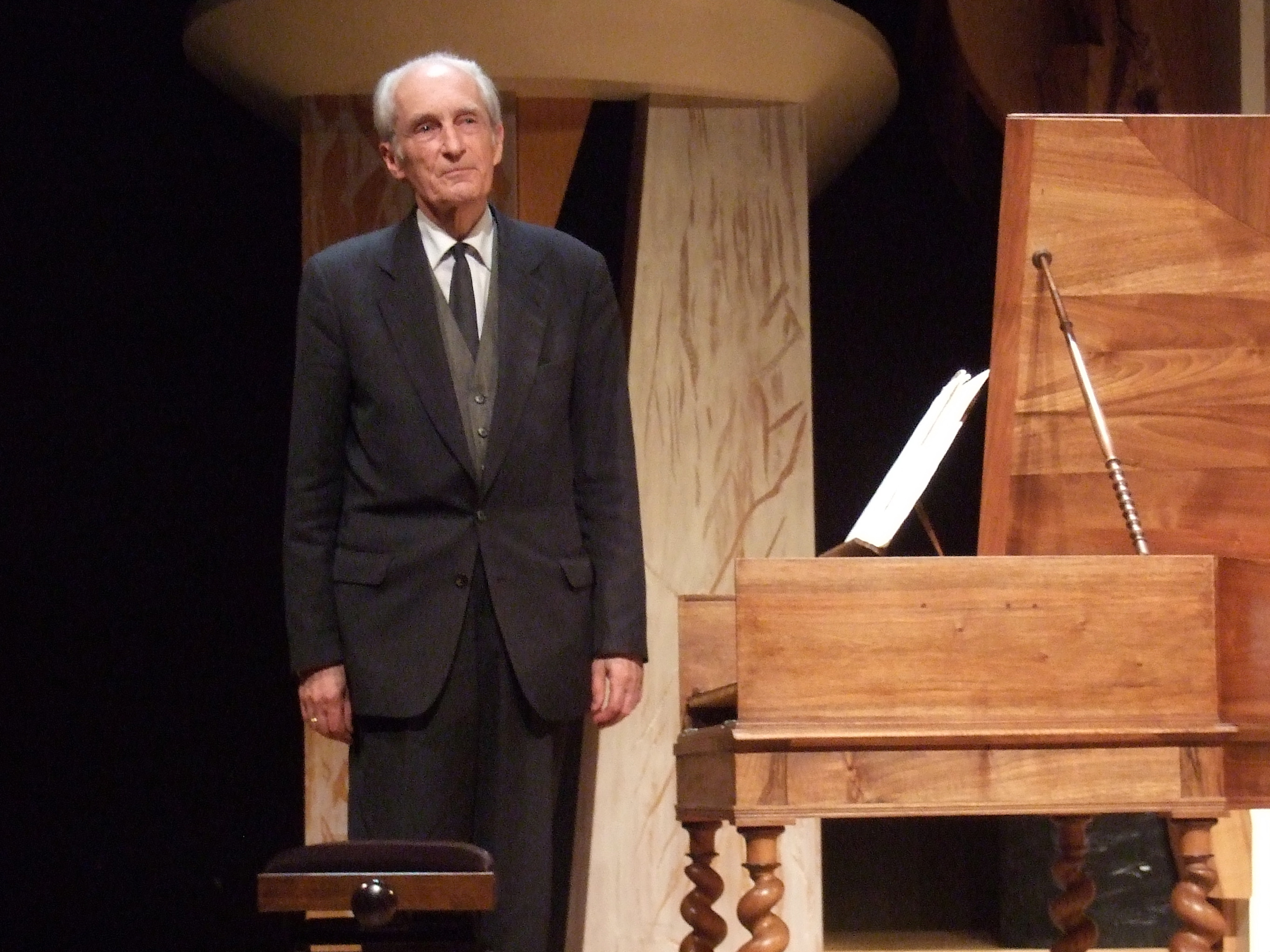
Gustav Leonhardt, fundador y director del conjunto que lleva su nombre.

Leonhardt-Consort, también conocido como Leonhardt Baroque Ensemble, fue una agrupación musical neerlandesa especializada en música barroca, que fue fundada en 1955 y dirigida por Gustav Leonhardt, que desde principios de la década de 1970 llevó a cabo interpretaciones historicistas.

## Historia
La agrupación fue creada en 1955 bajo la dirección de Gustav Leonhardt. Fue precedida en 1954 por una composición con cinco instrumentistas (cuerdas y maderas) y un clavicordio. Cuando se fundó el conjunto estaba formado por Leonhardt, su esposa Marie (violinista) y otros músicos de cuerda. Este conjunto incluía a Gustav Leonhardt (clave y viola da gamba) y su esposa Marie Leonhardt (violín), Kees Otten y su esposa Marijke Ferguson (flautas de pico) y Hans Bol (violonchelo y viola da gamba). 
Entre 1955 y 1957 el conjunto se transformó en un conjunto de cuerda pura con acompañamiento de clavicordio. Estaba compuesto por el matrimonio Leonhardt, Antoinette van den Hombergh (violón), Wim ten Have y Lodewijk de Boer (violas) y Dijck Koster (violonchelo), complementados ocasionalmente por Jaap Schröder (violín) y Alfred Deller (contratenor). El repertorio se centró inicialmente en obras del barroco temprano del siglo XVII: Samuel Scheidt, Heinrich Ignaz Franz Biber y compositores ingleses como Henry Purcell y William Lawes, raramente interpretados o varias obras inéditas. Como el público de la época era escaso, los museos, las galerías y los castillos se convirtieron en sus primeros lugares de actuación.
En una segunda etapa, desde 1957 hasta aproximadamente 1972, el núcleo de músicos de cuerda se enriqueció con más músicos. El programa incluía piezas de Johann Sebastian Bach, Georg Philipp Telemann y Domenico Scarlatti, así como música de Claudio Monteverdi y Carl Philipp Emanuel Bach. A medida que crecía la reputación internacional de Gustav Leonhardt, se sucedían las giras por el extranjero, los grandes conciertos y las grabaciones. Eduard Melkus y Alice Harnoncourt (violas) y su marido Nikolaus Harnoncourt (violonchelo) y Michel Piguet (oboe) actuaron con el Leonhardt Consort. Más tarde, Marie Leonhardt se convirtió en concertino y se desarrolló una estrecha colaboración con Frans Brüggen, Anner Bylsma y los hermanos Sigiswald Kuijken y Wieland Kuijken.
Junto con el Alarius Ensemble, el Leonhardt Consort formó el núcleo de La Petite Bande, fundada en 1972, pero que continuó en su forma ampliada hasta 1990. 

## Grabaciones
Su actividad se centró en la producción musical de Johann Sebastian Bach y realizó grabaciones de todos sus Conciertos para clave y los Conciertos de Brandeburgo. La orquesta participó en la grabación de la Pasión según San Mateo junto con Groningse Bachvereniging, bajo la batuta de Johan van der Meer. En colaboración con el Concentus Musicus Wien, dirigido por Nikolaus Harnoncourt, grabó desde 1971 hasta 1990 todas las cantatas sacras de Bach. La finalización de este proyecto también marcó el fin del conjunto. También realizaron grabaciones de piezas de William Lawes y Henry Purcell.